# Нива (Ляенемаа)
Ни́ва (ест. Nõva küla) — село в Естонії, у волості Ляене-Ніґула повіту Ляенемаа.

## Населення
Чисельність населення на 31 грудня 2011 року становила 112 осіб.

## Географія
Село лежить на березі бухти Кейбу (Keibu laht) у Фінській затоці. Уздовж західного кордону території, що належить селу, тече річка Нива.
Через село проходить автошлях 11230 (Гар'ю-Рісті — Ріґулді — Винткюла).

## Історія
Село під назвою Neyve вперше згадується в документах 1402 року. Поселення територіально належало до приходу Ляене-Ніґула. 1559 року з'являються повідомлення про садибу Нива, що тоді мала назву Newe. З 1653 року село входило до складу приходу Рісті в Гар'юмаа. На мапах 18-го століття населений пункт позначався під назвою Newwa.
До 21 жовтня 2017 року село входило до складу волості Нива й було її адміністративним центром.

## Пам'ятки

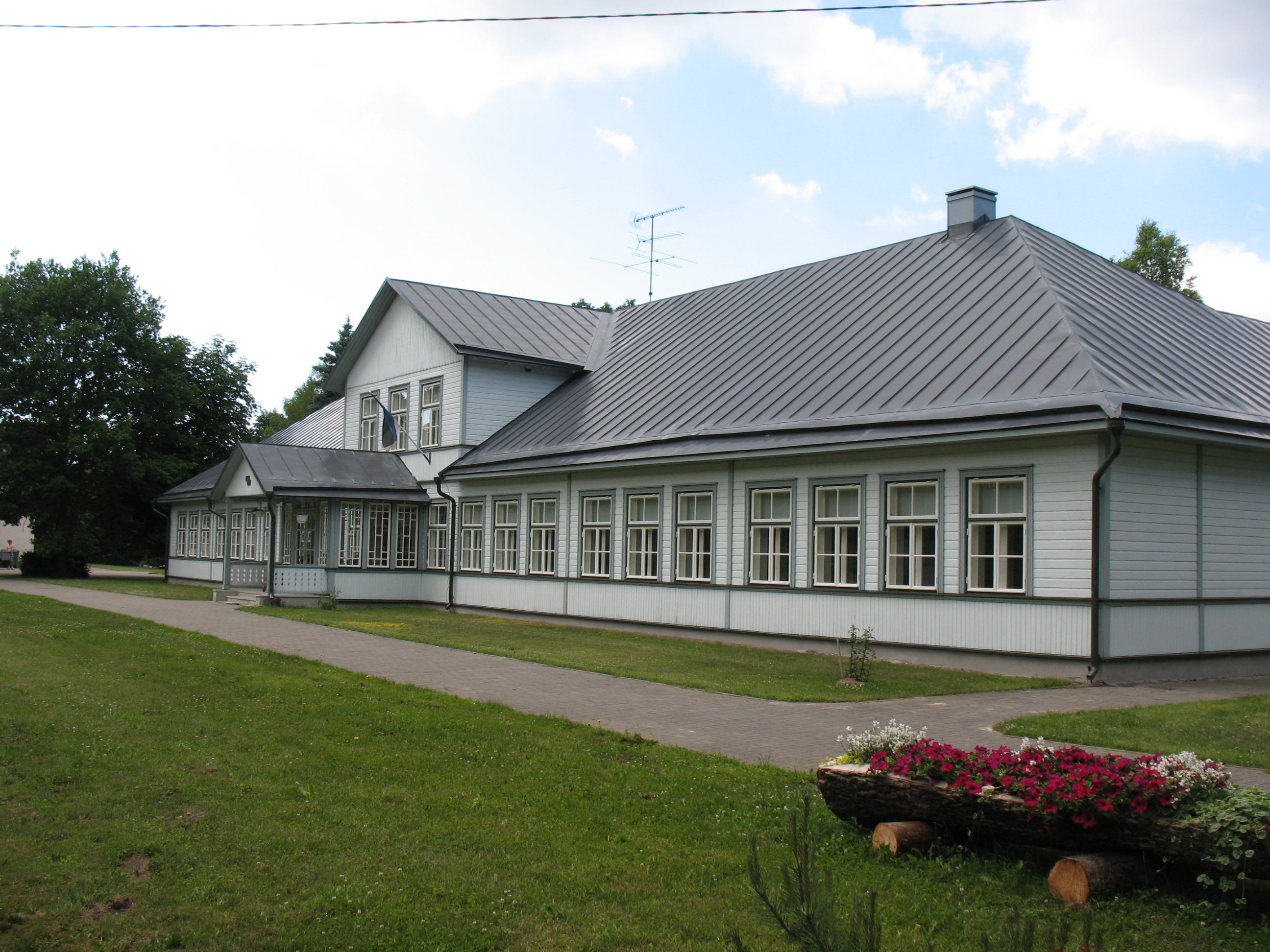
Відновлена головна будівля маєтку

- Маєток Нива (Nõva mõis).